# Premi César 1997

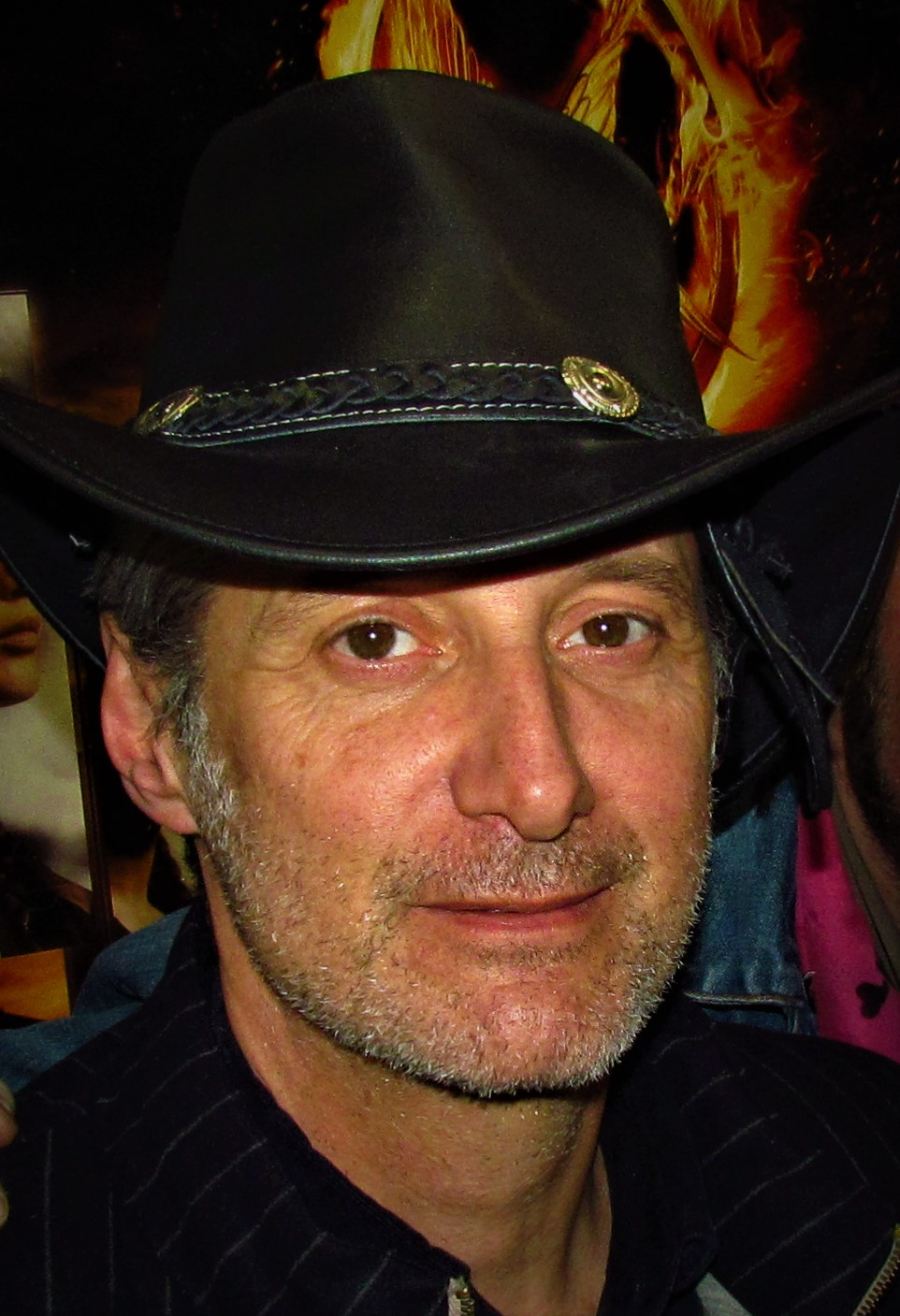
Antoine de Caunes presentatore della cerimonia

La cerimonia di premiazione della 22ª edizione dei Premi César si è svolta l'8 febbraio 1997 al Théâtre des Champs-Élysées di Parigi. È stata presieduta da Annie Girardot e presentata da Antoine de Caunes. È stata trasmessa da Canal+.
Il film che ha ottenuto il maggior numero di candidature (dodici) è stato Ridicule di Patrice Leconte, mentre il film che ha vinto il maggior numero di premi (cinque) è stato Microcosmos - Il popolo dell'erba (Microcosmos) di Claude Nuridsany e Marie Pérennou.

## Vincitori e candidati
I vincitori sono indicati in grassetto, a seguire gli altri candidati.

### Miglior film
- Ridicule, regia di Patrice Leconte
- Aria di famiglia (Un air de famille), regia di Cédric Klapisch
- Capitan Conan (Capitaine Conan), regia di Bertrand Tavernier
- Di giorno e di notte (Pédale douce), regia di Gabriel Aghion
- Microcosmos - Il popolo dell'erba (Microcosmos), regia di Claude Nuridsany e Marie Pérennou
- Les Voleurs, regia di André Téchiné

### Miglior regista
- Patrice Leconte - Ridicule ex aequo Bertrand Tavernier - Capitan Conan (Capitaine Conan)
- Jacques Audiard - Un héros très discret
- Cédric Klapisch - Aria di famiglia (Un air de famille)
- André Téchiné - Les Voleurs

### Miglior attore
- Philippe Torreton - Capitan Conan (Capitaine Conan)
- Daniel Auteuil - L'ottavo giorno (Le huitième jour)
- Charles Berling - Ridicule
- Fabrice Luchini - L'insolente (Beaumarchais l'insolent)
- Patrick Timsit - Di giorno e di notte (Pédale douce)

### Miglior attrice
- Fanny Ardant - Di giorno e di notte (Pédale douce)
- Catherine Deneuve - Les Voleurs
- Charlotte Gainsbourg - Love, etc.
- Anouk Grinberg - Mon homme
- Marie Trintignant - Le cri de la soie

### Migliore attore non protagonista
- Jean-Pierre Darroussin - Aria di famiglia (Un air de famille)
- Albert Dupontel - Un héros très discret
- Jacques Gamblin - Di giorno e di notte (Pédale douce)
- Bernard Giraudeau - Ridicule
- Jean Rochefort - Ridicule

### Migliore attrice non protagonista
- Catherine Frot - Aria di famiglia (Un air de famille)
- Valeria Bruni Tedeschi - Mon homme
- Agnès Jaoui - Aria di famiglia (Un air de famille)
- Sandrine Kiberlain - Un héros très discret
- Michèle Laroque - Di giorno e di notte (Pédale douce)

### Migliore promessa maschile
- Mathieu Amalric - Comment je me suis disputé... (ma vie sexuelle)
- Samuel Le Bihan - Capitan Conan (Capitaine Conan)
- Benoît Magimel - Les Voleurs
- Bruno Putzulu - Les aveux de l'innocent
- Philippe Torreton - Capitan Conan (Capitaine Conan)

### Migliore promessa femminile
- Laurence Côte - Les Voleurs
- Jeanne Balibar - Comment je me suis disputé... (ma vie sexuelle)
- Monica Bellucci - L'appartamento (L'apartament)
- Garance Clavel - Ognuno cerca il suo gatto (Chacun cherche son chat)
- Emmanuelle Devos - Comment je me suis disputé... (ma vie sexuelle)

### Migliore sceneggiatura originale o miglior adattamento
- Cédric Klapisch, Agnès Jaoui e Jean-Pierre Bacri - Aria di famiglia (Un air de famille)
- Gabriel Aghion e Patrick Timsit - Di giorno e di notte (Pédale douce)
- Alain Le Henry e Jacques Audiard - Un héros très discret
- Bertrand Tavernier e Jean Cosmos - Capitan Conan (Capitaine Conan)
- Rémi Waterhouse - Ridicule

### Migliore fotografia
- Thierry Machado, Hugues Ryffel, Claude Nuridsany e Marie Pérennou - Microcosmos - Il popolo dell'erba (Microcosmos)
- Thierry Arbogast - Ridicule
- Jean-Marie Dreujou - Profumo d'Africa (Les caprices d'un fleuve)

### Miglior montaggio
- Florence Ricard e Marie-Josèphe Yoyotte - Microcosmos - Il popolo dell'erba (Microcosmos)
- Joëlle Hache - Ridicule
- Juliette Welfling - Un héros très discret

### Migliore scenografia
- Ivan Maussion - Ridicule
- Guy-Claude François - Capitan Conan (Capitaine Conan)
- Jean-Marc Kerdelhue - L'insolente (Beaumarchais l'insolent)

### Migliori costumi
- Christian Gasc - Ridicule
- Sylvie de Segonzac - L'insolente (Beaumarchais l'insolent)
- Agnès Evein e Jacqueline Moreau - Capitan Conan (Capitaine Conan)

### Migliore musica
- Bruno Coulais - Microcosmos - Il popolo dell'erba (Microcosmos)
- René-Marc Bini - Profumo d'Africa (Les caprices d'un fleuve)
- Alexandre Desplat - Un héros très discret
- Antoine Duhamel - Ridicule

### Miglior sonoro
- Philippe Barbeau, Laurent Quaglio e Bernard Leroux - Microcosmos - Il popolo dell'erba (Microcosmos)
- Paul Lainé e Jean Goudier - Ridicule
- Gérard Lamps e Michel Desrois - Capitan Conan (Capitaine Conan)

### Miglior film straniero
- Le onde del destino (Breaking the Waves), regia di Lars von Trier
- Segreti e bugie (Secrets & Lies), regia di Mike Leigh
- Fargo, regia di Joel Coen
- La Promesse, regia di Jean-Pierre e Luc Dardenne
- Il postino, regia di Michael Radford

### Migliore opera prima
- Ci sarà la neve a Natale? (Y aura-t-il de la neige à Noël?), regia di Sandrine Veysset
- L'appartamento (L'apartament), regia di Gilles Mimouni
- Bernie, regia di Albert Dupontel
- Encore, regia di Pascal Bonitzer
- Microcosmos - Il popolo dell'erba (Microcosmos), regia di Claude Nuridsany e Marie Pérennou

### Miglior cortometraggio
- Madame Jacques sur la Croisette, regia di Emmanuel Finkiel
- Dialogue au sommet, regia di Xavier Giannoli
- Un taxi pour Aouzou, regia di Issa Serge Coelo
- Une robe d'été, regia di François Ozon
- Une visite, regia di Philippe Harel

### Miglior produttore
- Jacques Perrin - Microcosmos - Il popolo dell'erba (Microcosmos)

### Premio César onorario
- Charles Aznavour
- Jean-Luc Godard